# Sachsen-Anhalts flag
Sachsen-Anhalts flag er delt i gult over sort.
Farverne gult over sort er den preussiske provins Sachsens traditionelle farver, i modsætning til Kongedømmet Sachsen, som førte farverne hvidt og grønt. Anhalt har historisk ført farverne rødt, grønt og hvidt.
Farverne gult og sort er afledet af provinsen Sachsens våben, som er stribet i disse farver. Fra 1884 førte provinsen Sachsen farverne i rækkefølgen sort over gult, og denne rækkefølge blev også videreført fra 1945 til 1952 da Sachsen-Anhalt var eget Land i østzonen i Tyskland. 
Efter DDRs sammenbrud og genoprettelsen af Sachsen-Anhalt som egen delstat i oktober 1990 kom flagspørgsmålet op på ny. Forbundsrepublikken Tyskland havde allerede en delstat, Baden-Württemberg, som siden 1953 havde ført flag i fargene sort over gult. Derfor blev Sachsen-Anhalts flag 29. januar 1991 bestemt at være gult over sort. Dette blev derefter nedfelt i delstatsforfatningen af 17. juli 1992, hvor artikel 1 omhandler delstatssymbolerne. 
Delstatens statsflag har delstatsvåbenet i midten af flagdugen. Her vises, i tillæg til striberne i gult og sort for Sachsen også mod hvid baggrund en sort bjørn som går på en rød mur. I øverste hjørne er der placeret en sort ørn på hvidt felt, for Preussen.